# Паркер, Лютер
Лютер Паркер (англ. Luther Parker; 18 декабря 1800 года, Темпл, Нью-Гэмпшир, США — 16 июня 1853 года, Маскиго, Висконсин, США) — американский пионер, учитель и политик. Исполнял обязанности мирового судьи Республики Индиан-Стрим все три года её существования.

## Биография
Родился в городе Темпл, Нью-Гэмпшир. Работал сапожником и преподавал в одной из школ округа Коос. В 1827 году женился на Алетте Френч и вместе с ней переехал на территорию будущей Республики Индиан-Стрим, где открыл магазин. Паркер был одним из авторов конституции Индиан-Стрим и исполнял обязанности мирового судьи в течение трёх лет до аннексии Республики штатом Нью-Гэмпшир. В 1835 году был арестован канадскими властями. В 1836 году вместе с семьёй переехал в город Маскиго, округ Уокешо, территорию Висконсин. Входил в территориальную палату представителей Висконсина, изначально как демократ, затем как член Партии свободной земли. Умер в возрасте 53 лет в 1853 году.

## Наследие
Кладбище, на котором похоронен Паркер, было названо в его честь. Власти города Питсберг, Нью-Гэмпшир, установили на юго-западном берегу реки Коннектикут памятную доску, посвящённую вкладу Паркера в Республику Индиан-Стрим. В 2016 году в городском парке была установлена металлическая стела в его честь.